# Simple DirectMedia Layer

Simple DirectMedia Layer

Simple DirectMedia Layer (SDL) és un conjunt de llibreries desenvolupades amb el llenguatge C que proporcionen funcions bàsiques per realitzar operacions de dibuixat 2D, gestió d'efectes de so i música, i càrrega i gestió d'imatges. SDL és una abreviatura en anglès de Simple DirectMedia Layer. Malgrat estar programat en C, té wrappers a altres llenguatges de programació com C++, Ada, C#, Basic, Lua, Java, Python, etc. També proporciona eines per al desenvolupament de videojocs i aplicacions multimèdia. Una de les seves grans virtuts és que es tracta d'una llibreria multiplataforma, suportant oficialment els sistemes Windows, Linux, MacOS i QNX, a més d'altres arquitectures/sistemes com Dreamcast, GP32, GP2X… D'aquí li venen les sigles Simple Directmedia Layer que al·ludeix a capa d'abstracció multimèdia. Desenvolupades inicialment per Sam Lantinga, desenvolupador de videojocs per a la plataforma Linux.

## Components addicionals
S'han desenvolupat una sèrie de llibreries addicionals que complementen les funcionalitats i capacitats de la llibreria base.
- SDL_Mixer: Estén les capacitats de SDL per a la gestió i ús de so i música en aplicacions i jocs. Suporta formats de so com Wave, MP3 i OGG, i formats de música com MOD, S3M, IT i XM.
- SDL_Image: Estén notablement les capacitats per a treballar amb diferents formats d'imatge. Els formats suportats són els següents: Windows Bitmap, JPEG, TIFF, PNG, Format PNM, PCX, XPM, LBM, GIF i TGA.
- SDL_Net: Proporciona funcions i tipus de dada multiplataforma per a programar aplicacions que treballin amb xarxes.
- SDL_RTF: Possibilita a aplicacions SDL obrir arxius de text usant el format Rich Text Format RTF.
- SDL_TTF: Permet usar fonts TrueType en aplicacions SDL.

## Galeria

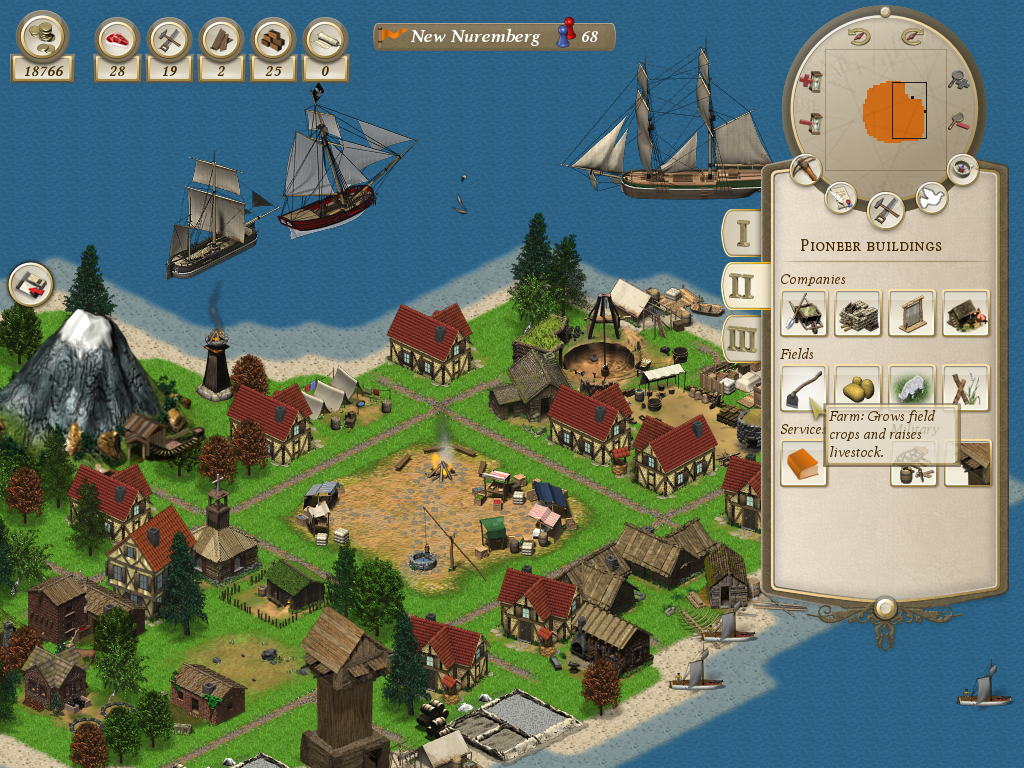
Unknown Horizons
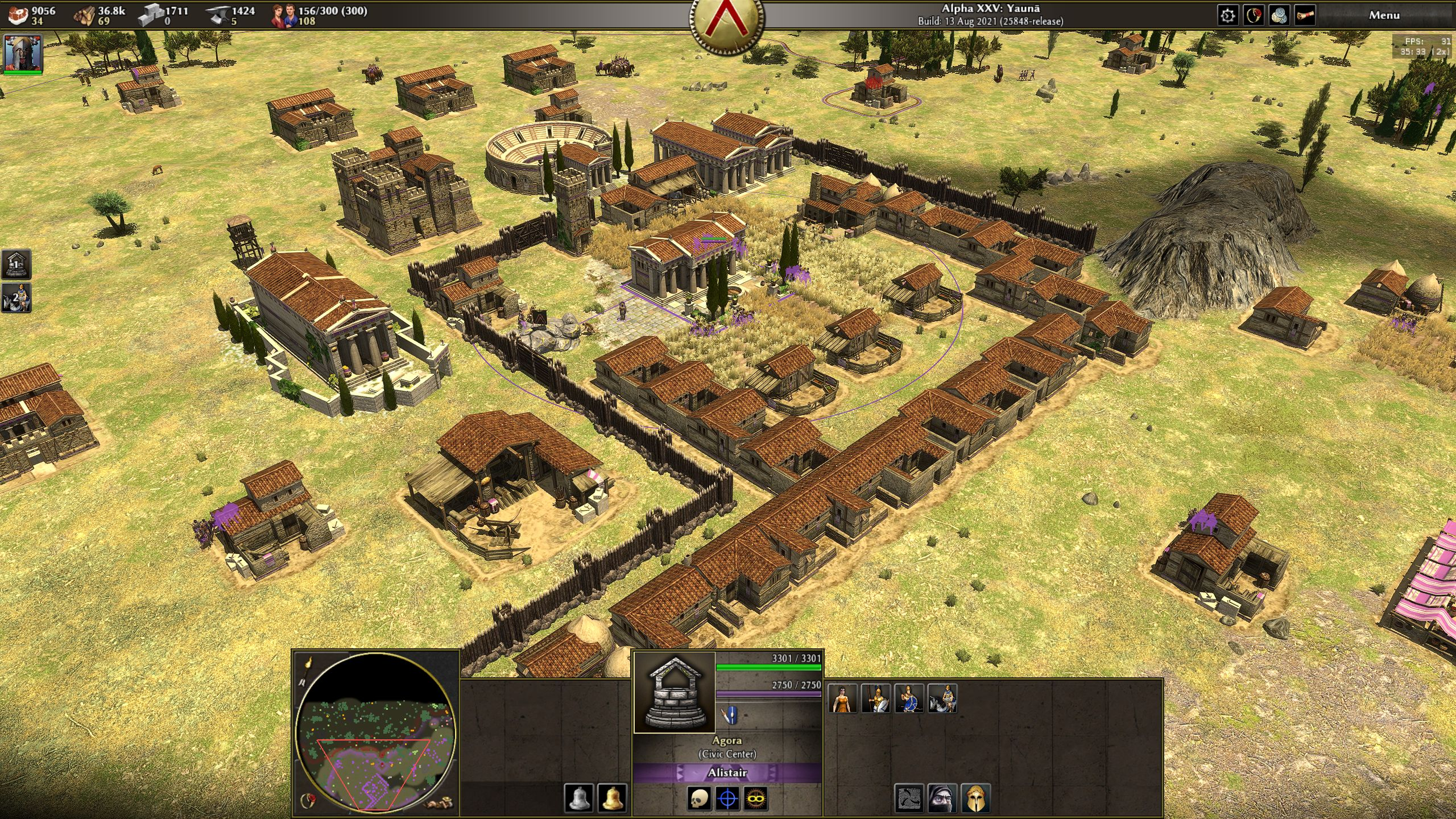
0 A.D.
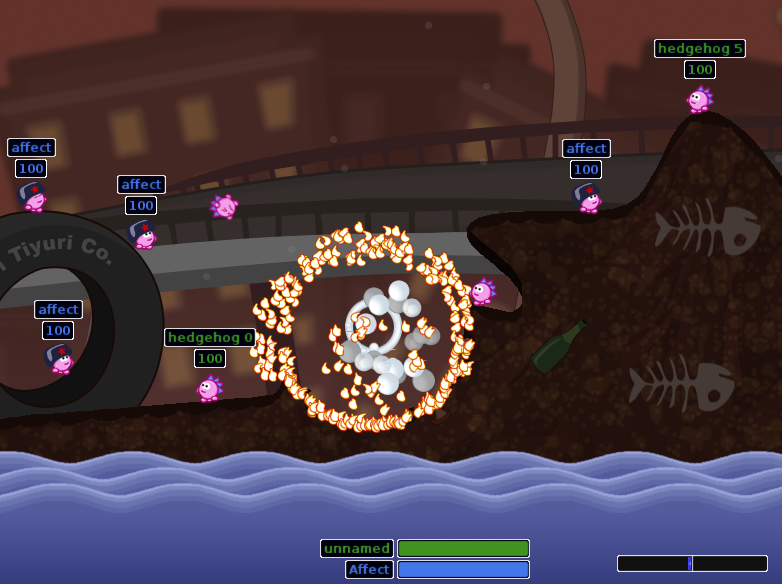
Hedgewars
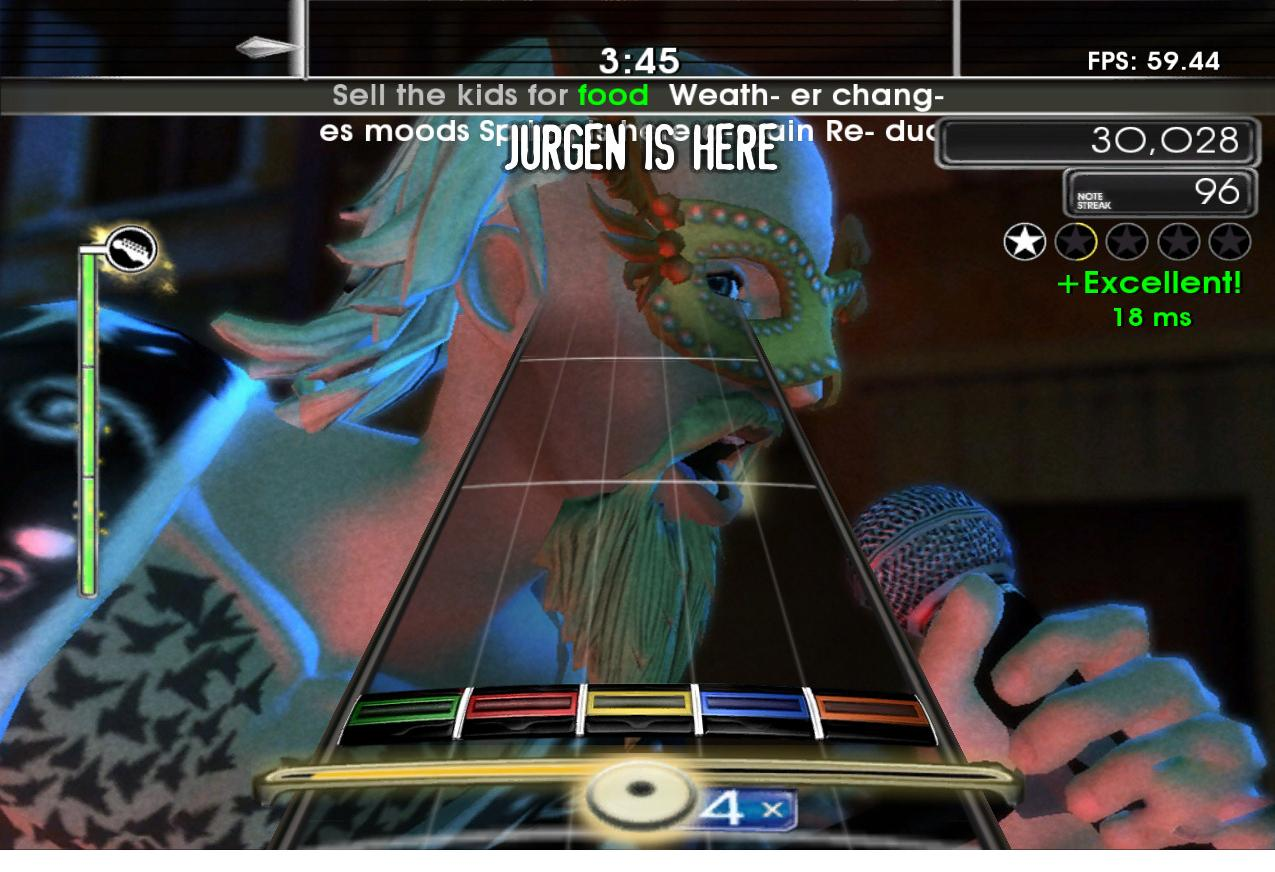
Frets on Fire
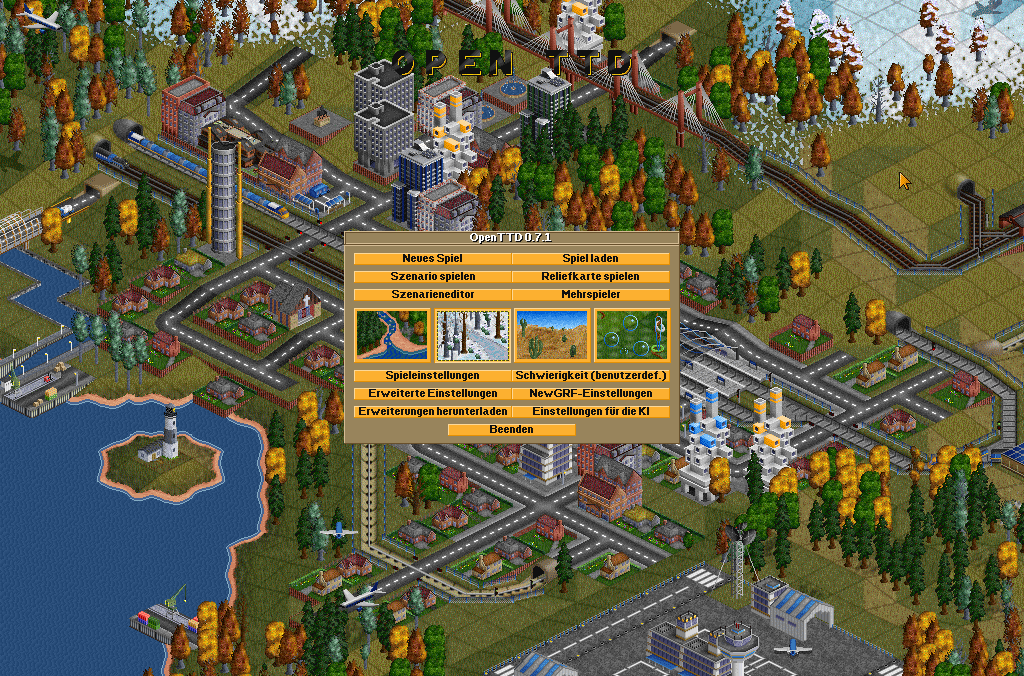
OpenTTD
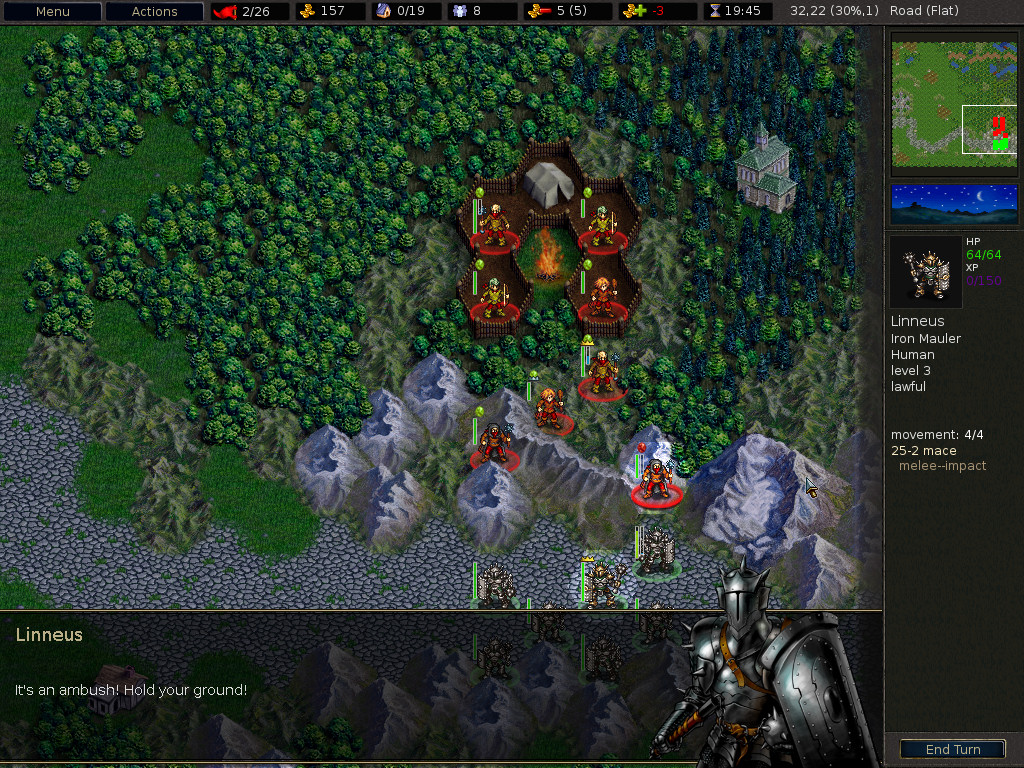
The Battle for Wesnoth
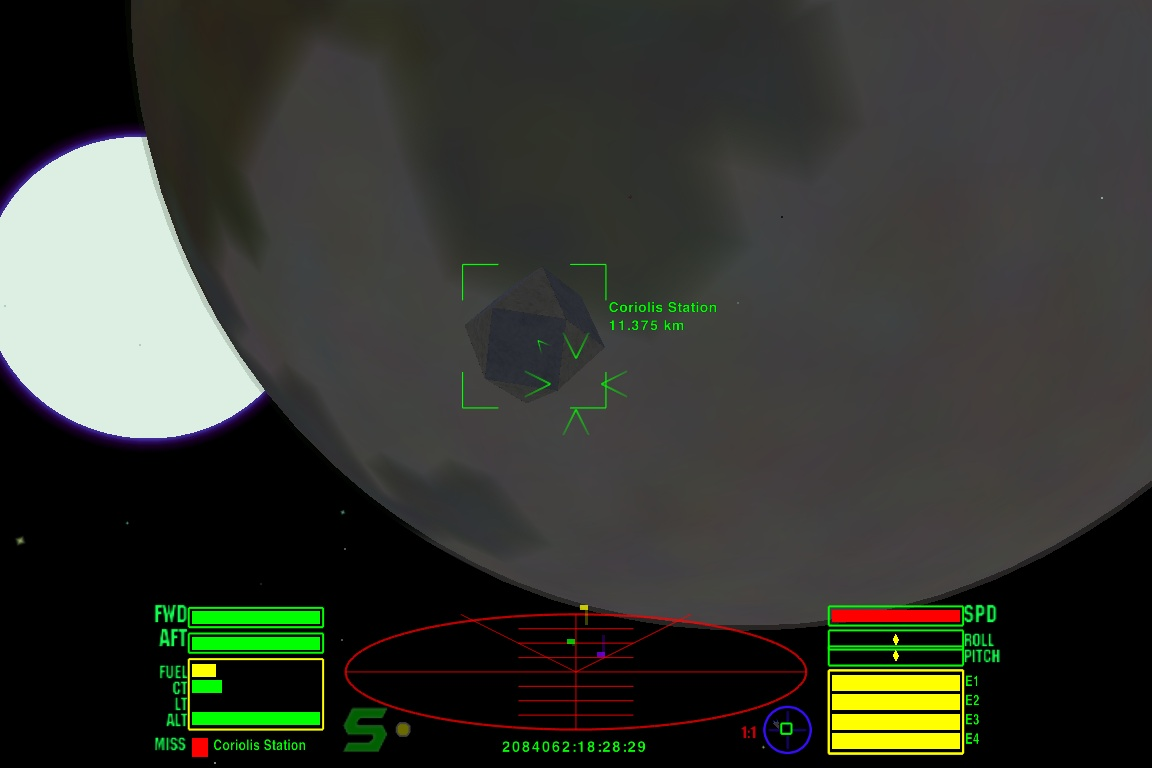
Oolite
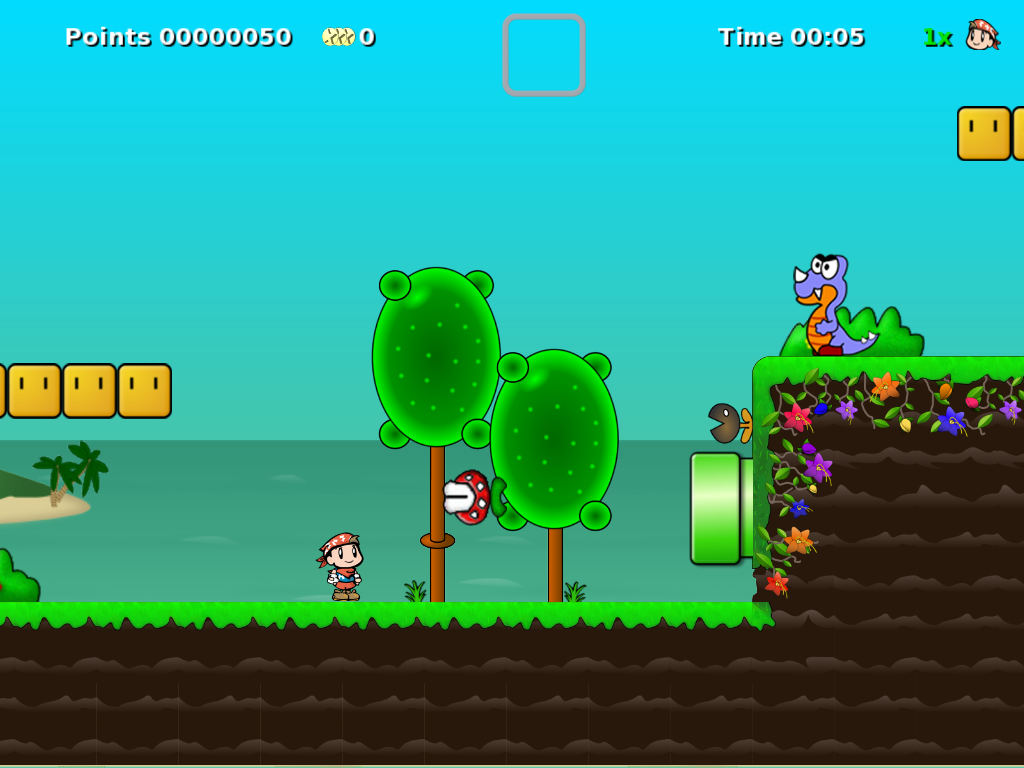
Secret Maryo Chronicles
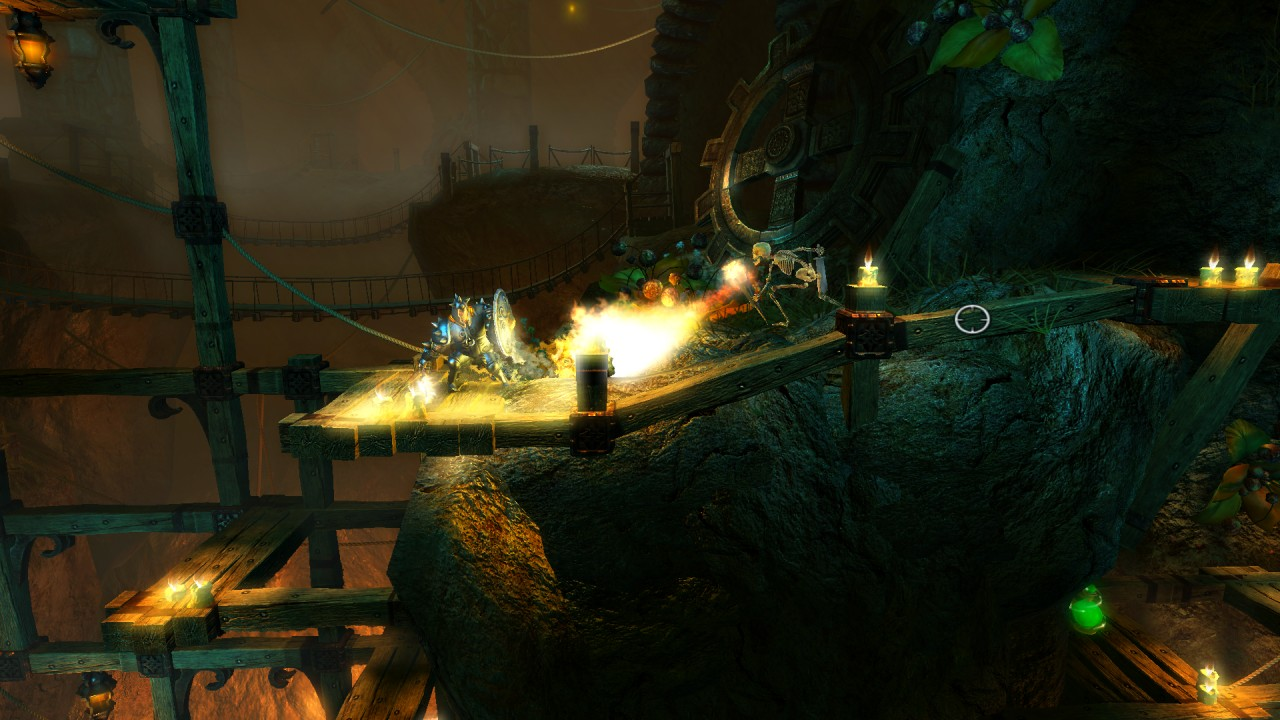
Trine